# Pavó
O pavó ou paó (Pyroderus scutatus) é uma espécie de ave passeriforme pertencente à família Cotingidae. Seu nome é presumidamente de origem tupi; de acordo com Frederico Edelweiss, o animal nomeou no Rio de Janeiro quinhentista uma aldeia visitada na década de 1550 por Jean de Léry, que lhe registrou o nome em sua obra.